# 光岡凌駕

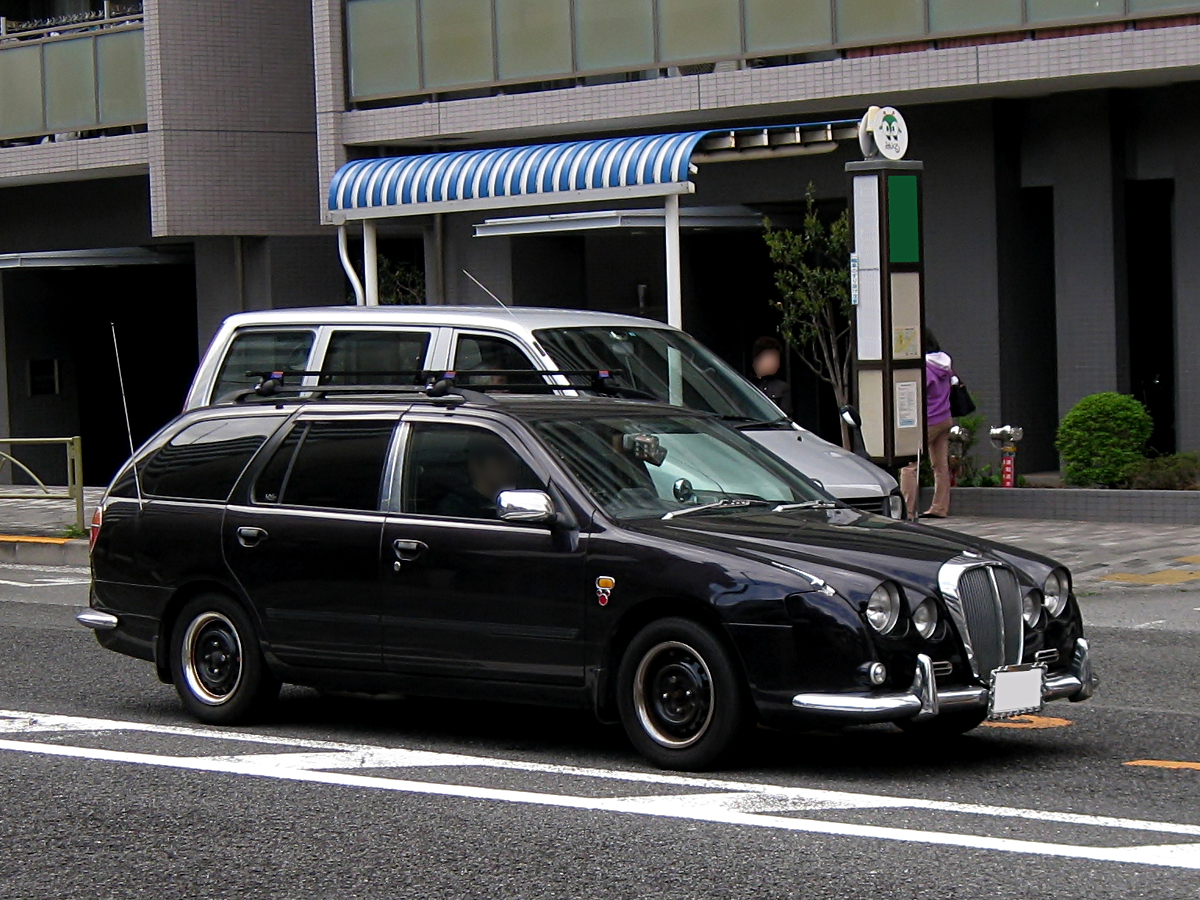
光岡凌駕旅行版

Ryoga（リョーガ；凌駕）為光岡汽車所推出的仿古典作品車輛。車輛設計以捷豹汽車S-Type為藍本。

## 車輛歷史

### 車名語源
「凌駕」，最好也出類拔粹。經過洗練的設計、優越的美感，技壓群雄。表現出壓倒全部競爭者的超群設計命名。

### 歷代車輛

#### Ryoga（1998年－2001年）

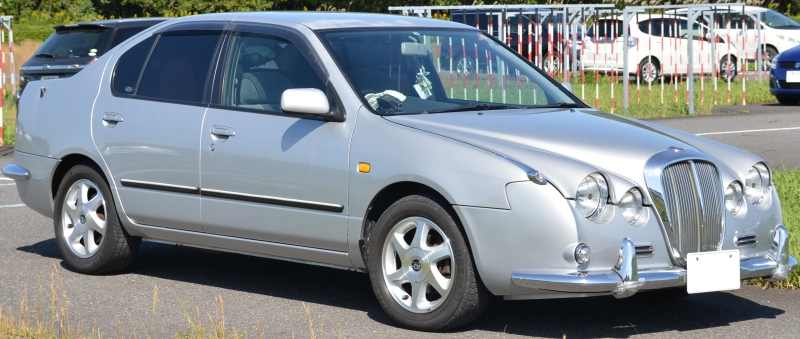
第一代

1998年2月，原創車輛「Ryoga」（リョーガ；凌駕）發表。車輛以Nissan Primera P11型為基礎，車身前後的車體鈑件曲線部份設計變更，彰顯復古工藝。
2001年6月，停止生產。

#### New Ryoga（2001年－2005年）

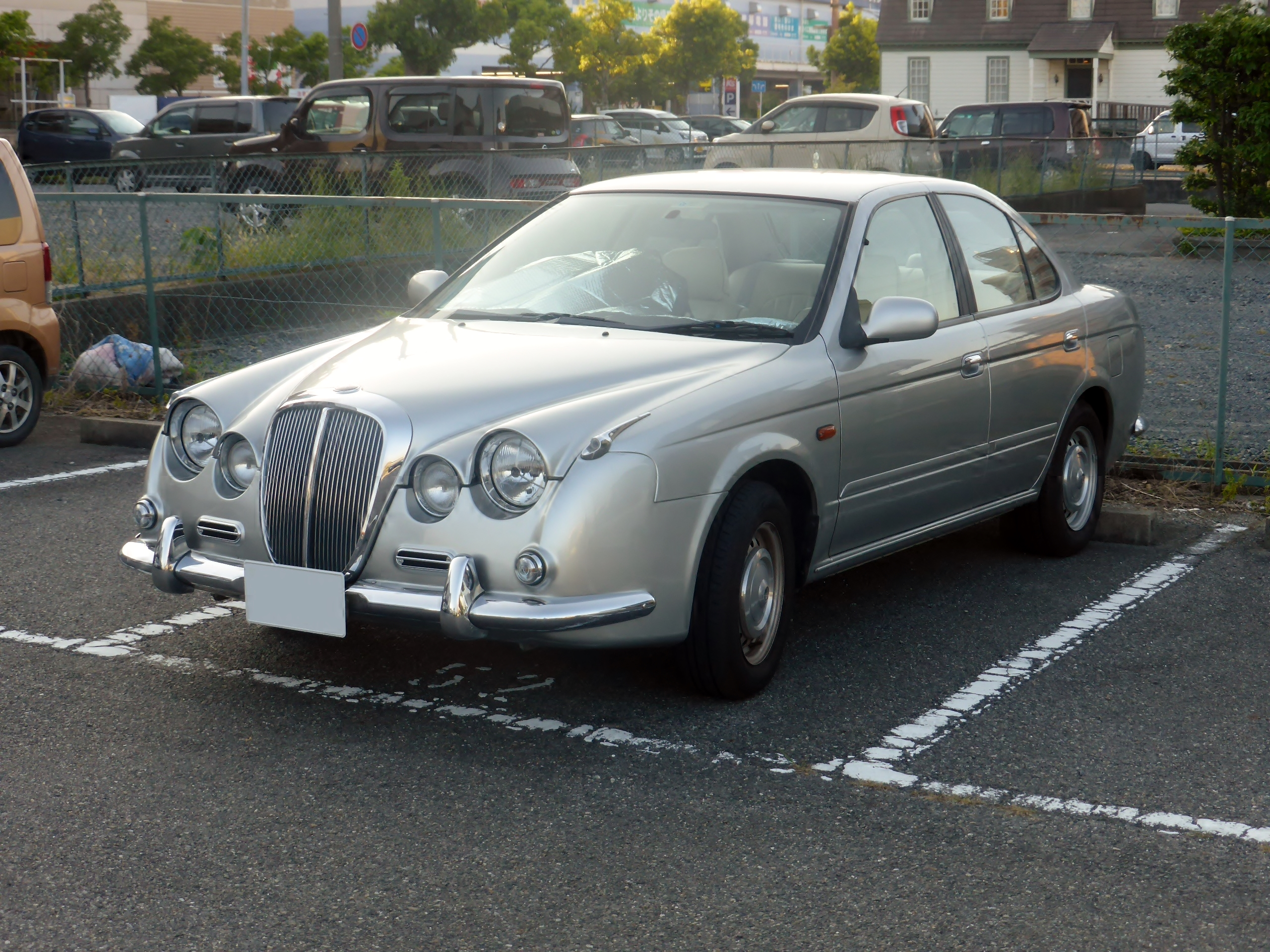
第二代

2001年7月，原創車輛「New Ryoga」（新型リョーガ）發表。車輛以Nissan Sunny B15型為基礎，車身前後的車體鈑件曲線部份設計變更，彰顯復古工藝。
2005年2月，停止生產。

## 車輛諸元

### Ryoga
- 引擎：QG18DE/1769cccc/Straight-4/DOHC／SR20DE/1998cc/Straight-4/DOHC
- 最高馬力：92kw(125ps)/5600rpm ／110kw(150ps)/6400rpm
- 最大扭力：160.8N.m(16.4kg.m)/4400rpm／186.3N.m(19kg.m)/4800rpm
- 變速系統：4AT/5MT／CVT
- 傳動型式：FF／4WD
- 懸吊系統：？
- 煞車系統：四輪碟煞
- 車長：4650mm
- 車寬：1695mm
- 車高：1450mm／1440mm
- 軸距：2600mm
- 車身最低點：？
- 車身重量：1270kg／1360kg
- 輪胎尺寸：185/65R-14-86H／195/60-R15-88H
- 車輛售價：￥2,463,000(5MT)／2,546,000(4AT)／2,818,000(CVT)／2,735,000日圓(5MT)／3,042,000(5MT/4WD)／3,125,000(4AT/4WD)

### New Ryoga
- 引擎：QG15DE/1500cc/Straight-4/DOHC
- 最高馬力：80kw(109ps)/6000rpm
- 最大扭力：143N.m(14.6kg.m)/4000rpm
- 變速系統：4AT／5MT
- 傳動型式：FF／4WD
- 懸吊系統：？
- 煞車系統：四輪碟煞
- 車長：4695mm
- 車寬：1695mm
- 車高：1420mm／1440mm(4WD)
- 軸距：2535mm
- 車身最低點：150mm／135mm(4WD)
- 車身重量：1650kg／1670kg(4WD)
- 輪胎尺寸：175/70-R14-84S／185/65-R14-86S
- 車輛售價：￥2,346,750／2,535,750(4WD)／2,640,750／2,388,750／2,577,750(4WD)／2,682,750／2,871,750(4WD)

## 相關車輛

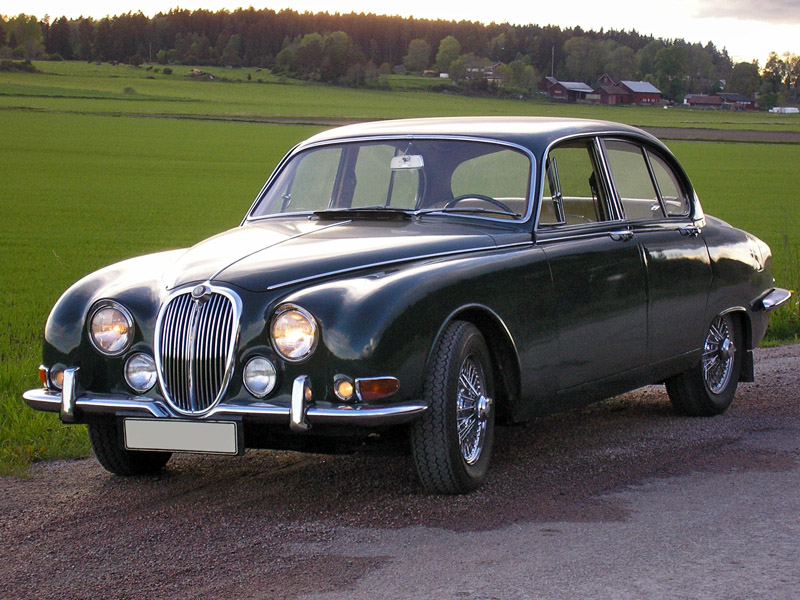
Jaguar S-Type

### 原創車廠
1963年，Jaguar車廠所推出的S-Type車輛，為原創經典。
- Jaguar S-Type（1963年—1968年）

## 外部連結
- 光岡自動車* （页面存档备份，存于）